# Joshua Morrow
Pour les articles homonymes, voir Morrow.
Joshua Morrow est un acteur américain, né le 8 février 1974 à Juneau, Alaska.

## Biographie
Josh passe d'abord sa jeunesse à Juneau mais en 1977 ses parents divorcent. Il part donc avec son père et sa sœur, Jamie, vivre dans l'Oklahoma. Plus tard ils déménagent à Alamogordo (Nouveau Mexique). Puis durant son adolescence il part vivre avec la famille de sa mère dans le sud de la Californie. Très athlète, Joshua a pratiqué le football américain, le basketball et le tennis.
Plusieurs mois après avoir emménagé en Californie, il auditionne pour une compagnie locale de théâtre. Après plusieurs pièces, il se présente pour jouer dans Amour, Gloire et Beauté. Il est finalement pris dans le soap Les Feux de l'amour en juin 1994, dans le rôle de Nicholas "Nick" Newman.
Le 4 août 2001, il a épousé Tobe Keeney à Santa Barbara.
Ils ont trois garçons :
- Cooper Jacob, né le 27 septembre 2002.
- Crew James, né le 27 mai 2005.
- Cash Joshua né le 21 avril 2008. Il a une fille appelée Charlie Jo, née le 30 octobre 2012.

Adepte de Poker, il participe régulièrement au World Tour Poker, où il joue au profit de The V Foundation for Cancer Research qui lutte contre le cancer.
Il a formé un groupe avec Eddie Cibrian et C.J. Huyer : le groupe 3deep.

## Nick Newman
Dans le feuilleton, Nick épouse d'abord Sharon. Ensemble ils accueilleront Cassie, enfant qu'a eu Sharon étant adolescente, puis elle accouchera de Noah.
10 ans plus tard, ils divorceront et Nick épousera Phyllis Summers. Ensemble, ils ont une petite fille Summer-Ann. Nick recouchera avec Sharon, blessée par Jack Abbott. Sharon tombera enceinte et accouchera dans une clinique psychiatrique à cause de son incapacité à stabiliser sa vie amoureuse. Mais Adam Wilson, le demi-frère de Nick, affreusement vicieux prendra Faith et fera croire qu'elle est morte. Il ira la donner à Ashley Abbott Newman qui se croyait toujours enceinte et a enfaîte perdue son enfant, Hope (puis au dernier moment, l'a renommée Faith) à cause de lui. Ils seront terriblement bouleversés. Puis, à la suite d'un test de maternité avec Ashley, ils retrouveront Faith. Nick redemandera Sharon en mariage, mais celle-ci veut faire un break toute seule et recouchera avec Adam. Nick l'apprend, demande la garde de Faith et l'obtient.
L'acteur est doublé par Christophe Lemoine dans Les Feux de l'amour.

## Filmographie

### Cinéma
- 2009 : Two Million Stupid Women : James

### Télévision
- Depuis 1994 : Les Feux de l'amour (The Young and the Restless) (feuilleton) : Nicholas « Nick » Newman
- 1997 : Meurtre en eaux troubles (My Stepson, My Lover) (téléfilm) : Eric Cory
- 2015 : Les chaussures magiques (Golden Shoes) (téléfilm) : George Larou
- 2016 : Un tueur parmi nous (A Killer Walks Amongst Us  ou The Knowing) : Haberman

## Distinctions

### Nominations
- 1995 : Young Artist Awards de la meilleure performance pour un jeune acteur dans une série télévisée dramatique pour Les Feux de l'amour (The Young and the Restless) (1994-).
- Daytime Emmy Awards 1996 : Meilleur jeune acteur dans une série télévisée dramatique pour Les Feux de l'amour (The Young and the Restless) (1994-).
- Daytime Emmy Awards 1997 : Meilleur jeune acteur dans une série télévisée dramatique pour Les Feux de l'amour (The Young and the Restless) (1994-).
- Daytime Emmy Awards 1998 : Meilleur jeune acteur dans une série télévisée dramatique pour Les Feux de l'amour (The Young and the Restless) (1994-).
- Daytime Emmy Awards 1999 : Meilleur jeune acteur dans une série télévisée dramatique pour Les Feux de l'amour (The Young and the Restless) (1994-).
- Daytime Emmy Awards 2000 : Meilleur jeune acteur dans une série télévisée dramatique pour Les Feux de l'amour (The Young and the Restless) (1994-).
- 2020 : Soap Hub Awards du meilleur acteur dans une série télévisée dramatique pour Les Feux de l'amour (The Young and the Restless) (1994-).
- 2021 : Soap Hub Awards du meilleur acteur dans une série télévisée dramatique pour Les Feux de l'amour (The Young and the Restless) (1994-).